# Edward J. Bonin
Edward John Bonin (* 23. Dezember 1904 in Hazleton, Pennsylvania; † 20. Dezember 1990 ebenda) war ein US-amerikanischer Politiker. Zwischen 1953 und 1955 vertrat er den Bundesstaat Pennsylvania im US-Repräsentantenhaus.

## Werdegang
Edward Bonin besuchte die öffentlichen Schulen seiner Heimat. Zwischen 1922 und 1926 diente er in der US Navy. Danach setzte er seine Ausbildung bis 1929 am Wyoming Seminary in Kingston fort. Daran schloss sich bis 1933 ein Studium am Dickinson College in Carlisle an. Bis 1937 studierte er noch an der Temple University in Philadelphia. Nach einem Jurastudium und seiner 1938 erfolgten Zulassung als Rechtsanwalt begann er in Hazleton in diesem Beruf zu arbeiten. Während des Zweiten Weltkrieges diente er zwischen 1942 und 1944 in der US Army. Danach praktizierte er wieder als Anwalt. Von 1949 bis 1952 war er stellvertretender Bezirksstaatsanwalt im Luzerne County. Gleichzeitig bekleidete er von 1951 bis 1953 auch das Amt des Bürgermeisters von Hazleton. Politisch war er Mitglied der Republikanischen Partei.
Bei den Kongresswahlen des Jahres 1952 wurde Bonin im elften Wahlbezirk von Pennsylvania in das US-Repräsentantenhaus in Washington, D.C. gewählt, wo er am 3. Januar 1953 die Nachfolge des Demokraten Daniel J. Flood antrat, den er bei der Wahl geschlagen hatte. Da er im Jahr 1954 seinem Vorgänger Flood unterlag, konnte er bis zum 3. Januar 1955 nur eine Legislaturperiode im Kongress absolvieren. Diese waren von den Ereignissen des Kalten Krieges und der beginnenden Bürgerrechtsbewegung geprägt.
Zwischen 1955 und 1963 arbeitete er als Assistant to the Director für die regionale Postverwaltung im Großraum Philadelphia; von 1963 bis 1966 leitete er die Rechtsabteilung des Bundespostministeriums in Washington. Danach praktizierte er wieder als Anwalt. Edward Bonin starb am 20. Dezember 1990 in Hazleton und wurde auf dem Nationalfriedhof Arlington in Virginia beigesetzt.